# Byttneria benensis
Byttneria benensis är en malvaväxtart som beskrevs av Nathaniel Lord Britton. Byttneria benensis ingår i släktet Byttneria och familjen malvaväxter. Inga underarter finns listade i Catalogue of Life.